# Langete
Die Langete (auch Langeten genannt) ist ein kleiner Fluss im Schweizer Kanton Bern. Ihre Länge beträgt 31 km und ihr Einzugsgebiet 131 km². Sie ist der linke und südwestliche Quellfluss der Murg.

## Name
Langete heissen im Dialekt sowohl der Fluss als auch die Stadt Langenthal. Der Name geht wahrscheinlich auf den althochdeutschen Begriff langata (Plural) zurück, der die Rinnsale im aufgeschwemmten Versickerungsgebiet eines Flusses bezeichnete. Der Name deutet an, dass die Langete bis ins Frühmittelalter im Schotterfeld von Langenthal versickerte. Eine andere Etymologie beruht auf die ersten schriftlichen Nennungen als Langatun (841–872) bzw. Langentun (1224). Die Endung -tun könnte auf das keltische Ortsnamensuffix -dunum zurückzuführen sein. Entsprechend geht der Namensforscher Albrecht Greule davon aus, dass ein Ortsname Langodūnum („lang gestreckte Festung“) auf den Fluss übertragen wurde.

## Geographie

### Verlauf

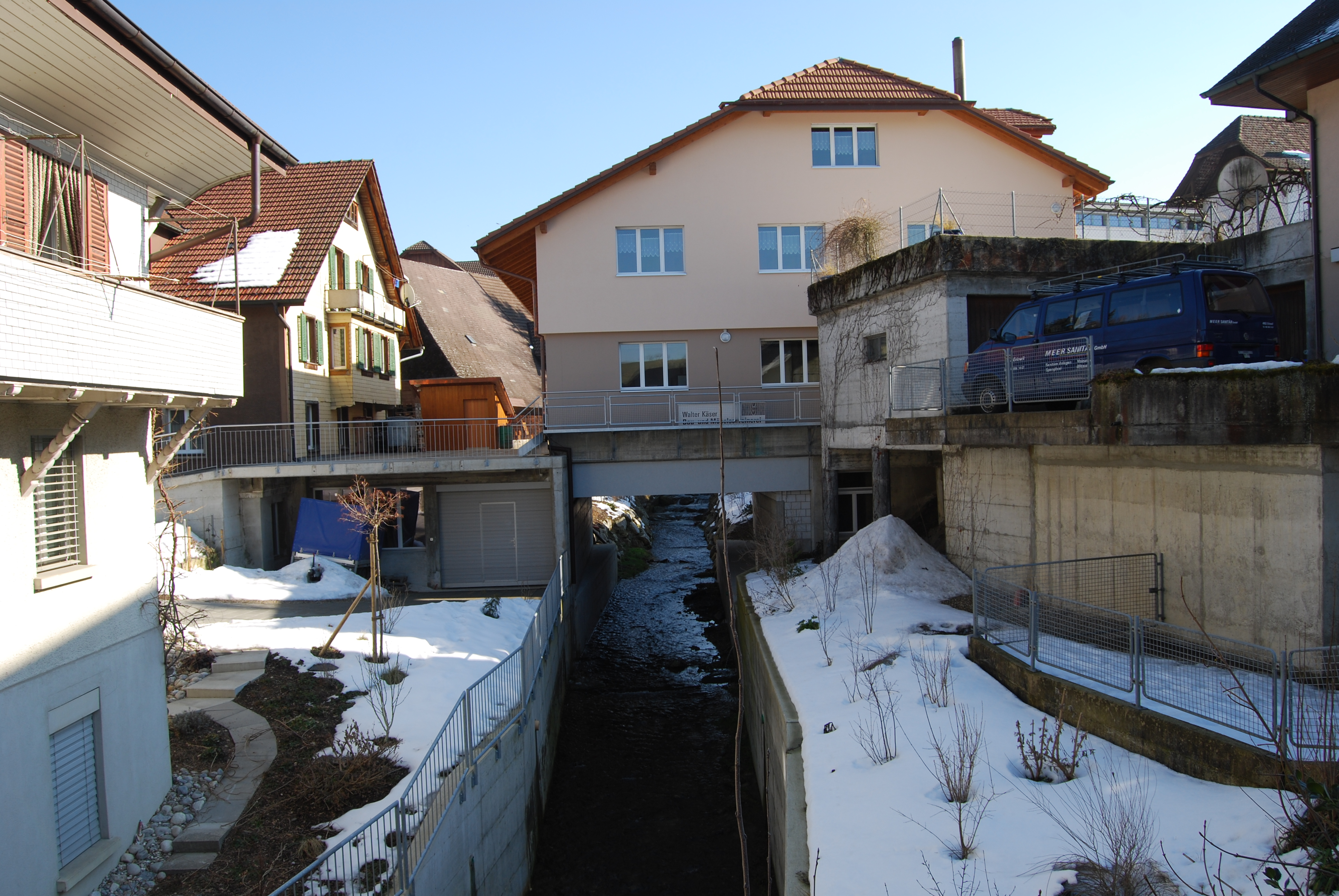
Die Langete in Eriswil

Die Langete entspringt nahe der Ortschaft Eriswil, am Ahorngrat (Teil des Napfmassivs) auf 900 m ü. M. und nimmt in Huttwil den Rotbach auf sowie in Kleindietwil den Ursenbach. Bis Lotzwil zieht sie sich als tiefste Linie durch den Talboden, weiter flussabwärts fließt sie teilweise im Akkumulationsprofil über dem Umgebungsniveau.
Nach dem Zusammenfluss mit der Rot auf 420 m ü. M. bei Roggwil geht die Langete in die Murg über und mündet westlich von Murgenthal in die Aare.
Der 31 km lange Lauf der Langete endet ungefähr 480 Höhenmeter unterhalb der Quelle, sie hat somit ein mittleres Sohlgefälle von etwa 15 ‰.

### Einzugsgebiet
Das 131,43 km² grosse Einzugsgebiet der Langete liegt im Schweizer Mittelland und wird über die Murg, die Aare und den Rhein zur Nordsee entwässert.
Es besteht zu 26,3 % aus bestockter Fläche, zu 64,2 % aus Landwirtschaftsfläche, zu 9,2 % aus Siedlungsfläche und zu 0,3 % aus unproduktiven Flächen.
Flächenverteilung
Die mittlere Höhe des Einzugsgebietes beträgt 685,6 m ü. M., die minimale Höhe liegt bei 417 m ü. M. und die maximale Höhe bei 1085 m ü. M.

### Zuflüsse
| Name                           | GKZ      | Lage   | Länge in km | EZG in km² | MQ in m³/s | Mündung Koordinaten         | Mündungshöhe in m | Bemerkungen              |
| ------------------------------ | -------- | ------ | ----------- | ---------- | ---------- | --------------------------- | ----------------- | ------------------------ |
| Schwändibach                   | CH001252 | rechts | 003,7000    | 0004,290   | 0000,100   | im Dorfzentrum, Eriswil     | 73300000          |                          |
| Nyffelbächli                   | CH001251 | rechts | 003,8000    | 0004,430   | 0000,110   | am Dorfeingang, Huttwil     | 65900000          |                          |
| Rotbach                        | CH000801 | links0 | 012,3000    | 0040,290   | 0000,860   | am Dorfende, Huttwil        | 60000000          |                          |
| Bodebächli (Rohrbachgrabebach) | CH001246 | links0 | 006,6000    | 0000,0000  | 0000,0000  | bei Kleindietwil            | 56000000          |                          |
| Ursenbach                      | CH011031 | links0 | 006,7000    | 0020,220   | 0000,350   | in Weinstegen, Kleindietwil | 55100000          | Alternativname: Ursebach |
| Tränkibach                     | CH001242 | rechts | 003,5000    | 0011,410   | 0000,200   | in Lotzwil                  | 50100000          | Alternativname: Wyssbach |
| Langete                        |          |        | 036,0000    | 0131,430   | 0002,550   | bei Roggwil                 | 42000000          | Mündet in die Murg       |

Anmerkungen zur Tabelle
1. ↑  Von der Quelle zur Mündung. Daten von Swisstopo (map.geo.admin.ch)
2. ↑  Die Daten der Langete zum Vergleich

Liste
- Chüemoosbächli (linker Quellbach)
- Waldmattbächli  (rechter Quellbach)
- Waldmattbächli (rechts)
- Schwändibach (rechts)
- Taanbach (rechts)
- Nyffelbächli (rechts)
- Weierbach (rechts)
- Rotbach (links)
- Mülibach (linke Abzweigung)
- Kanäli (rechts)
- Wannebach (rechts)
- Mülikanal[7] (linke Abspaltung)
- Bodebächli (links)
- Ursebach (links)
- Mülibach (rechte Abzweigung)
- Gänsegrabe[8] (linke Abzweigung)
- Entlastung Dorfbach (rechts)
- Mülibächli (linke Abzweigung)
- Tränkibach (rechts)
- Schäggebodebächli (rechts)
- Sagibach (rechte Abzweigung)
- Gärbibach (linke Abzweigung)
- Mattebächli (rechts)
- Chlybächli (rechte Abzweigung)
- Moosgrabe (links)
- Hochwasserkanal (linke Abzweigung)
- Güllebach (linke Abzweigung)
- Weierbächli (rechts)
- Wässergräbli  (linke Abzweigung)

## Hydrologie

### Daten
Der Abfluss der Langete bei der Messstation Lotzwil beträgt im langjährigen Mittel ca. 2 m³/s. Der relativ gleichmässigen Wasserführung – die mittleren Monatsabflüsse bewegen sich zwischen 1,7 m³/s im Oktober und 2,5 m³/s im März – stehen erhebliche Schwankungen der extremen Einzelwerte gegenüber: Im Sommer 1947 wurden (infolge von Ableitung auf die Wässermatten) bloss 0,05 m³/s verzeichnet, beim „Jahrhundert-Hochwasser“ vom 30. August 1975 über 90 m³/s.
Die Temperatur der Langete schwankt zwischen 4 °C (Monatsmittel im Januar) und 16 °C (im August) und erreicht gelegentlich 18 °C.

### Hochwasserschutz

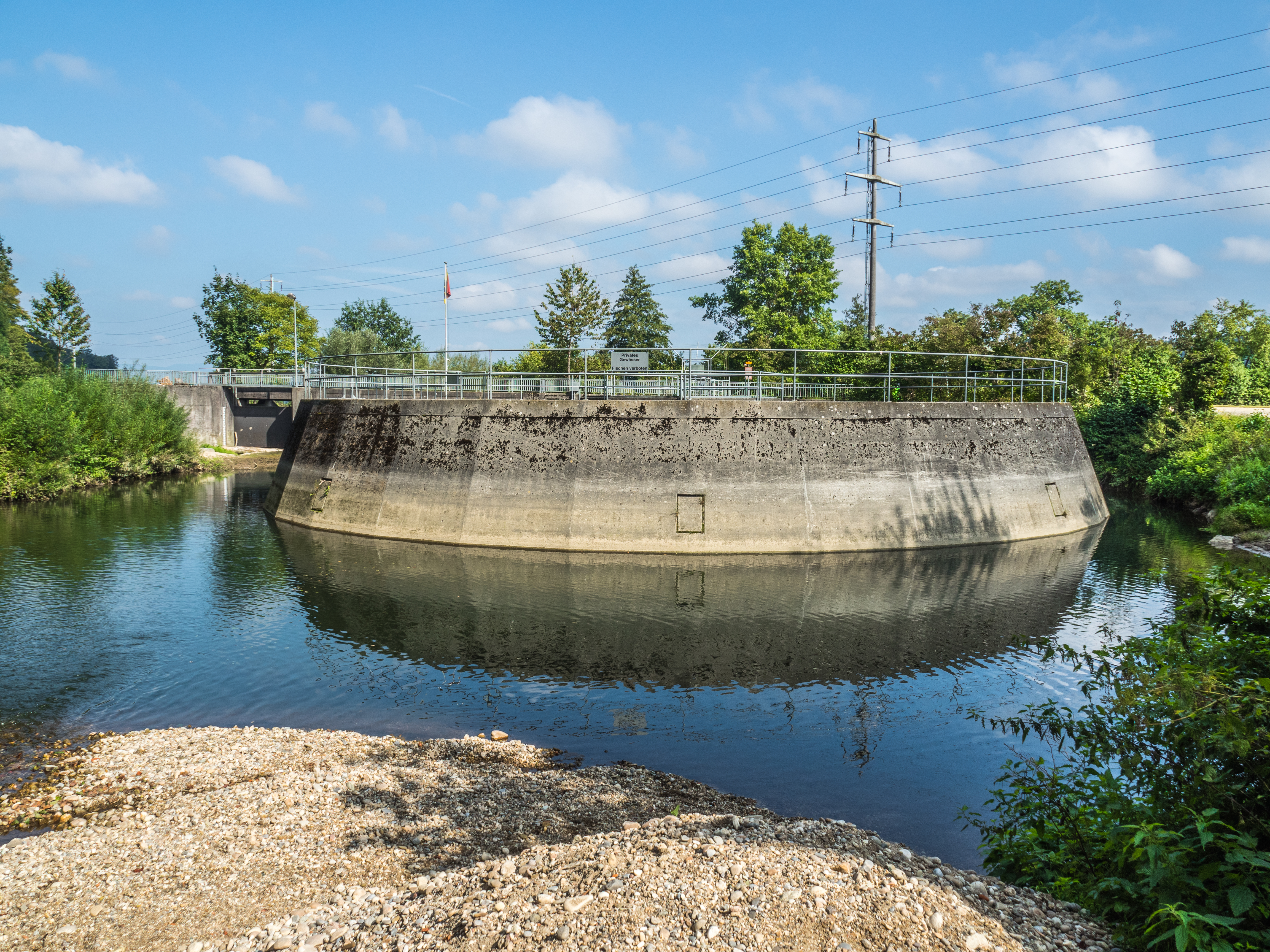
Einlaufbauwerk Hochwasserentlastungsstollen unterhalb Madiswil

Katastrophale Hochwasser mit Überschwemmungen traten an der Langete in den Jahren 1663, 1664, 1733, 1762, 1781, 1816, 1852, 1888, 1904, 1910, 1931, 1940, 1962, 1972, 1975 und 2007 auf. Das Hochwasser vom 8. Juni 2007 forderte im oberen Langetental drei Menschenleben.
Seit alters her wurden im Langetental die Hochwasser zur Versickerung auf Wässermatten abgeleitet. In Langenthal besteht seit 1903 eine zusätzliche Ableitung in den Hardwald. Die Strassen der Innenstadt mit ihren hohen Trottoirs sind für diesen Zweck kanalartig angelegt; sie wurden früher im Durchschnitt zweimal jährlich überflutet. Die Kapazität dieser Ableitung ist jedoch auf 20 m³/s beschränkt, sodass in Langenthal immer wieder Hochwasserschäden entstanden. Allein das Hochwasser von 1975 richtete in der Region Sachschäden von mindestens 60 Mio. Franken an. In der Folge gründeten die Gemeinden Aarwangen, Langenthal, Leimiswil, Lotzwil, Madiswil und Roggwil auf Druck der Versicherungen den Hochwasserschutzverband unteres Langetental. Der Verband verwirklichte (mit finanzieller Unterstützung von Bund und Kanton) 1988–1991 den Bau eines 7531 m langen Entlastungsstollens, der bei Hochwasser bis zu 58 m³/s vom Einlaufbauwerk unterhalb Madiswil direkt in die Aare bei Bannwil ableiten kann. Der Entlastungsstollen machte frühere Pläne für eine Kanalisierung der Langete oder den Bau von Rückhaltebecken überflüssig und ermöglichte dafür eine naturnahe Korrektion des Gerinnes, welche unter Regie des Hochwasserschutzverbands 1995 vollendet wurde. Die Gesamtkosten des Entlastungsstollens sowie der Korrektion beliefen sich auf rund 90 Mio. Franken.

## Natur und Umwelt

### Abwasserreinigung
Aus der Sorge ums Grundwasser im Hardwald baute Langenthal im Jahr 1952 die erste (mechanische) Kläranlage der Region. Später realisierten Zweckverbände mehrerer Gemeinden weitere Anlagen in Lotzwil (1968), in Rohrbach (1973) und in Dürrenroth. Hinzu kamen vereinzelte Kleinkläranlagen. In der Folge verbesserte sich die Wasserqualität der Langete leicht, blieb jedoch insgesamt unbefriedigend.
Im Jahr 2000 entschlossen sich die Trägergemeinden der Kläranlagen von Aarwangen, Langenthal, Lotzwil und Rohrbach, ihre sanierungsbedürftigen Betriebe durch eine zentrale und moderne Anlage bei Aarwangen zu ersetzen. Dies bedingte die Erweiterung der Zulaufsysteme sowie den Bau eines 2070 m langen Schmutz- und Regenwasserstollens durch den Muniberg. Die im Jahr 2004 eingeweihte Abwasserreinigungsanlage Eymatt (bei Aarwangen) wird von der ZALA AG im Auftrag von 17 Gemeinden betrieben. Sie hat eine Reinigungskapazität von 65'000 Einwohnergleichwerten und benutzt die Aare als starken Vorfluter; die Langete wurde dementsprechend von Abwasser entlastet.

### Fischerei
Die Langete wird von den Inhabern von Fischereirechten mit Bachforellen besetzt; daneben halten sich Bestände von Aeschen und Regenbogenforellen durch Naturverlaichung. Die Population von Groppen hat stark abgenommen. Elritzen und Dohlenkrebse, die früher verbreitet waren, sind ausgestorben.
Bei den Wasserwirbellosen dominieren Wenigborster sowie Zuckmücken und Eintagsfliegen. Im Oberlauf (bis Huttwil) kommen auch anspruchsvolle Steinfliegen und Köcherfliegen vor.

## Nutzung

### Wasserkraftnutzung
Das Gefälle der Langete wurde schon im Frühmittelalter von Gewerbebetrieben als Energiequelle genutzt: Die Mühlen in Eriswil, Huttwil, Rohrbach, Kleindietwil, Lindenholz, Lotzwil und Langenthal wurden ebenso wie Sägewerke, Walken, Stampfen und Pressen von Wasserrädern angetrieben. Die gewerbliche Wassernutzung hatte Vorrang vor der landwirtschaftlichen (namentlich der Bewässerung).
Am Ende des 19. Jahrhunderts standen im Langetental gewerbliche Wasserkraftanlagen mit einer Gesamtleistung von rund 500 PS in Betrieb. So lief die Langenthaler Mühle gemäss kantonaler Konzession mit einer Leistung von 37 PS, und die Textilwerke Gugelmann in Roggwil hatten 1875 für den mechanischen Antrieb ihrer Webstühle eine Turbine mit 70 PS installiert.
Auch nach dem Bau eines Kraftwerks an der Aare bei Wynau und der damit verbundenen Einführung der Elektrizitätsversorgung (1896 in Langenthal, 1901/02 erweitert bis nach Huttwil) blieb die Langete noch Jahrzehnte lang eine wichtige Quelle mechanischer Energie für lokale Mühlen und Sägewerke.
In jüngster Zeit wird die Langete ebenfalls zur Stromerzeugung genutzt: Die Gemeinde Roggwil nahm 1987 ein elektrisches Kleinwasserkraftwerk in Betrieb, das aus einem Bruttogefälle von 9 m eine Leistung von 250 kW gewinnt und ins Netz einspeist. In Lotzwil erstellten private Investoren 1994 eine Anlage mit 130 kW Leistung.

### Grundwassernutzung
Das aus der Langete exfiltrierende und das durch die Wässermatten versickernde Wasser speist zusammen mit Niederschlägen und seitlichen Zuflüssen einen Grundwasserstrom, der für die Trinkwasserversorgung in der Region unentbehrlich ist. So bezieht Langenthal schon seit 1894 den Rohstoff für seine kommunale Wasserversorgung aus einem Grundwasseraufstoss in Madiswil; seit 1951 stehen leistungsfähige Pumpwerke im Hardwald in Betrieb. Der Gemeindeverband Wasserversorgung untere Langete WUL bewirtschaftet seit 1983 das Grundwasser der Region und versorgt über 30'000 Einwohner in elf Gemeinden als Primärversorger mit Wasser.
Die vom Grundwasser herrührenden Quellen in der Roggwiler Brunnmatt werden dort für den Anbau von Brunnenkresse genutzt.

### Wässermatten
Im Langetental wird seit rund tausend Jahren Wiesenbewässerung betrieben. Auf diese Weise ist die Kulturlandschaft der Wässermatten entstanden.
Die relativ unfruchtbaren, aber gut durchlässigen Schotterflächen in der natürlichen Überschwemmungslandschaft der Langete boten für die Landwirtschaft keine günstigen Voraussetzungen. Erst durch die künstliche Bewässerung mit dem schwebstoffreichen Wasser der Langete konnte allmählich eine Bodenbildung durch Kolmation erzielt werden, was das Nährstoffangebot verbesserte. Diese Melioration war das Werk mittelalterlicher Grundherren (namentlich der Zisterzienser des Klosters St. Urban) sowie der Bauern, die zur gemeinschaftlichen Nutzung von Bewässerungsanlagen Genossenschaften gründeten. In Kehrordnungen wurden die räumliche und zeitliche Zuteilung des Wassers sowie Unterhaltspflichten geregelt; zuständig für deren Durchsetzung war jeweils ein Wässerbannwart. Die Matten wurden vor allem als Heuwiesen, teilweise auch als Weiden genutzt.
Im 20. Jahrhundert, besonders nach 1950 wurde der grösste Teil der Wässermatten zu Ackerland umgebrochen oder als Bauland versiegelt; im Langetental ging ihre Fläche von rund 700 auf 80 ha zurück. Die Interessen der Wasserversorgung (Grundwasseranreicherung) sowie der Landschaftsschutz gaben dann Anstösse zur Erhaltung eines Restbestandes von Wässermatten: Diese wurden vom schweizerischen Bundesrat 1983 ins Bundesinventar der Landschaften und Naturdenkmäler von nationaler Bedeutung aufgenommen. Die 1992 vom Kanton Bern gegründete Wässermatten-Stiftung sorgt seither für die Erhaltung dieser Kulturlandschaft und sichert die traditionelle Wiesenbewässerung, indem sie Verträge mit einzelnen Bauern abschließt und diese für Mehraufwand und Minderertrag entschädigt.

## Brücken

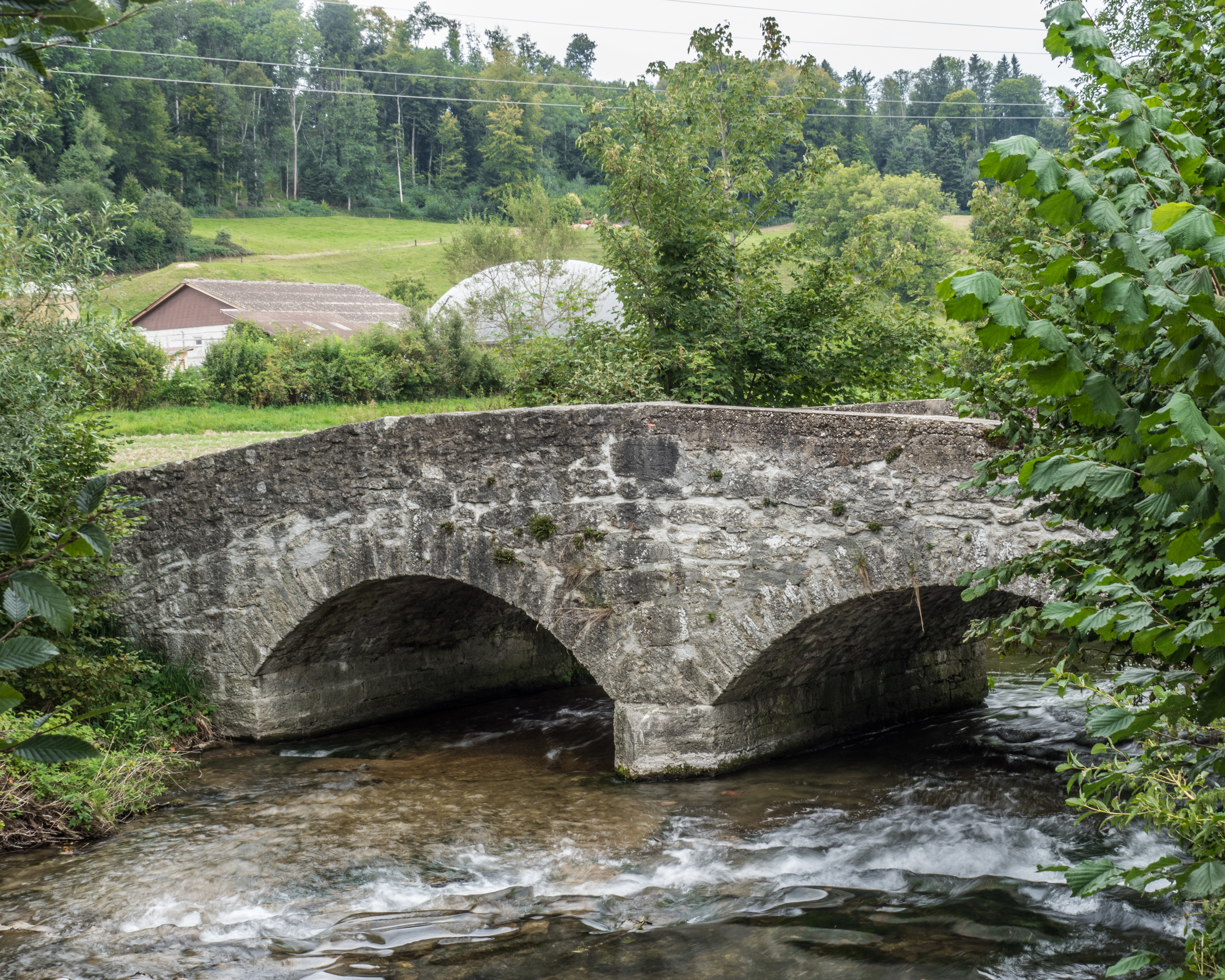
Auf einen Mittelpfeiler gestützte zweibogige Natursteinbrücke (gebaut 1837), Madiswil BE

Auf ihrem Weg wird die Langete von rund 120 Übergängen überquert. Die zweibogige Natursteinbrücke in Madiswil ist denkmalgeschützt.